# Alan Rosenberg
Alan David Rosenberg (ur. 4 października 1950 w Passaic) – amerykański aktor teatralny, filmowy i telewizyjny. W latach 2005–2009 był prezesem Screen Actors Guild (SAG).

## Życiorys
Urodził się i dorastał w Passaic w stanie New Jersey w konserwatywnej rodzinie żydowskiej. Jego starszy brat Mark Rosenberg (1948–1992) w latach 60. był politycznym aktywistą, a później producentem filmowym. Ich pierwszym kuzynem, także z Passaic, był muzyk / autor piosenek Donald Fagen, współzałożyciel grupy Steely Dan. W 1972 ukończył Case Western Reserve University w Cleveland w stanie Ohio. Przez dwa lata studiował w Yale School of Drama z Meryl Streep.
Po raz pierwszy trafił na szklany ekran w jednym z odcinków serialu na kanale CBS Barnaby Jones (1978). Rok potem debiutował w filmie fabularnym - komediodramacie Philipa Kaufmana Włóczęgi (The Wanderers, 1979) z Kenem Wahlem i Karen Allen. W miniserialu CBS Robert Kennedy i jego czasy (Robert Kennedy & His Times, 1985) wystąpił jako Jack Newfield. W dyskusyjnym i wywołującym wiele kontrowersji dramacie Martina Scorsese Ostatnie kuszenie Chrystusa (The Last Temptation of Christ, 1988) zagrał postać apostoła Tomasza. W telewizyjnej adaptacji powieści Jackie Collins NBC Uśmiechy losu (Lucky/Chances, 1990) z Nicollette Sheridan, Sandrą Bullock, Grantem Show i Stephanie Beacham pojawił się jako Costa. Wystąpił też w sitcomach CBS: Cybill (1995-98) jako Ira Woodbine / Zechariah i Murphy Brown (1998) jako Max Llewelyn.

## Życie prywatne
W latach 1976–1984 był żonaty z aktorką Robin Bartlett. W 1984 w Nowym Jorku na planie opery mydlanej ABC Ryan’s Hope poznał Marg Helgenberger. Oboje zostali przyjaciółmi i zaczęli spotykać się w 1986. Pobrali się 9 września 1989. I mieli syna Hugh Howarda (ur. 21 października 1990). 1 grudnia 2008 r. Rosenberg i Helgenberger ogłosili separację. W dniu 25 marca 2009 Helgenberger złożyła wniosek o rozwód.